# Mother’s Milk
Mother’s Milk ist ein Musikalbum der Red Hot Chili Peppers, welches am 16. August 1989 veröffentlicht wurde.
Ursprünglich war das vierte Album als The Rockin’ Freakapotamus, was heutzutage der Name des Red Hot Chili Peppers-Fanclubs ist, geplant. Nach dem Tod Hillel Slovaks 1988 und dem damit verbundenen Ausstieg Jack Irons wurden jedoch die Aufnahmen eingestellt.
1989 wurden nach einjähriger Pause dann mit Chad Smith und John Frusciante die Aufnahmen fortgesetzt und Mother’s Milk im August 1989 veröffentlicht. John Frusciante wurde in seiner Kreativität aufgrund des Drucks seitens der Plattenfirma, die mehr harte Funkriffs hören wollte, eingeschränkt. Im Gegensatz dazu wurden ihm auf Blood Sugar Sex Magik mehr Freiheiten gewährt.
Als Singles ausgekoppelt wurden 1989 Knock Me Down, welches dem verstorbenen Gitarristen Hillel Slovak gewidmet ist, und Higher Ground, eine Coverversion eines alten Stevie Wonder Hits. Weiterhin wurde 1990 das ebenfalls auf dem Soundtrack zu Teen Lover befindliche Taste the Pain veröffentlicht. Das Album enthält zudem eine zweite Coverversion: Fire von Jimi Hendrix. Dieses Lied wurde bereits auf der Abbey Road EP veröffentlicht und in der alten Besetzung (mit Jack Irons und Hillel Slovak) aufgenommen. Das Outro von Punk Rock Classic ist eine Anspielung auf Sweet Child o’ Mine von Guns N’ Roses. 1990 erreichte das Album Gold-Status in den Vereinigten Staaten, 2003 erfolgte die Platin-Auszeichnung.
2003 erschien eine remasterte Neuauflage mit 5 Bonustracks, u. a. mit der ursprünglichen Fassung von Knock Me Down.
Im Jahr 1999 veröffentlichte die Nu-Metal-Formation Crazy Town das Lied Butterfly, das musikalisch auf dem Instrumental Pretty Little Ditty basiert.

## Titelliste
Alle Lieder geschrieben von Michael Balzary, John Frusciante, Anthony Kiedis, Chad Smith, außer anderweitig angegeben.
1. Good Time Boys – 5:02 (enthält Auszüge von „Bonin' in the Boneyard“ von Fishbone, „Try“ von Thelonious Monster und „White Girl“ von X)
2. Higher Ground – 3:23 Stevie Wonder
3. Subway to Venus – 4:25
4. Magic Johnson – 2:57
5. Nobody Weird Like Me – 3:50
6. Knock Me Down – 3:45
7. Taste the Pain – 4:32
8. Stone Cold Bush – 3:06
9. Fire – 2:03 Jimi Hendrix
10. Pretty Little Ditty – 1:37
11. Punk Rock Classic – 1:47 (enthält einen Auszug von Sweet Child o’ Mine von Guns N’ Roses)
12. Sexy Mexican Maid – 3:23
13. Johnny, Kick a Hole in the Sky – 5:12

Bonustitel der 2003 erschienenen Neuauflage
- 14. Song That Made Us What We Are Today (demo) – 12:56
- 15. Knock Me Down (Langfassung) – 4:44
- 16. Sexy Mexican Maid (demo) – 4:00
- 17. Salute to Kareem (demo) – 3:24
- 18. Castles Made of Sand (live) – 3:20 Jimi Hendrix
- 19. Crosstown Traffic (live) – 2:51 Jimi Hendrix

## Mitwirkende
- Flea – Bass, Trompete
- John Frusciante – Gitarre (außer Fire)
- Anthony Kiedis – Gesang
- Chad Smith – Schlagzeug (außer Fire und Taste The Pain)
- Philip "Fish" Fisher – Schlagzeug (bei Taste the pain)
- Jack Irons – Schlagzeug (bei Fire)
- Hillel Slovak – Gitarre (bei Fire)
- Dave Coleman – Cello (bei Taste the pain)
- Patrick English – Trompete (bei Subway to Venus)
- Keith "Tree" Barry – Tenorsaxophon (bei Subway to Venus und Sexy Mexican Maid)
- Vicki Calhoun – Hintergrundgesang
- Michael Beinhorn – Produzent
- Dave Jerden – Mix

## Chartplatzierungen

### Album
| Jahr | Titel         | Höchstplatzierung, Gesamtwochen, AuszeichnungChartplatzierungen (Jahr, Titel, Platzierungen, Wochen, Auszeichnungen, Anmerkungen) | Höchstplatzierung, Gesamtwochen, AuszeichnungChartplatzierungen (Jahr, Titel, Platzierungen, Wochen, Auszeichnungen, Anmerkungen) | Höchstplatzierung, Gesamtwochen, AuszeichnungChartplatzierungen (Jahr, Titel, Platzierungen, Wochen, Auszeichnungen, Anmerkungen) | Höchstplatzierung, Gesamtwochen, AuszeichnungChartplatzierungen (Jahr, Titel, Platzierungen, Wochen, Auszeichnungen, Anmerkungen) | Höchstplatzierung, Gesamtwochen, AuszeichnungChartplatzierungen (Jahr, Titel, Platzierungen, Wochen, Auszeichnungen, Anmerkungen) | Anmerkungen                                                 |
| Jahr | Titel         | DE | AT | CH | UK | US | Anmerkungen                                                 |
| ---- | ------------- | --- | --- | --- | --- | --- | ----------------------------------------------------------- |
| 1989 | Mother’s Milk | — | — | — | — | US52 (42 Wo.)US | Erstveröffentlichung: 16. August 1989 Verkäufe: + 2.100.000 |

### Singles
| Jahr | Titel Album                  | Höchstplatzierung, Gesamtwochen, AuszeichnungChartplatzierungen (Jahr, Titel, Album, Platzierungen, Wochen, Auszeichnungen, Anmerkungen) | Höchstplatzierung, Gesamtwochen, AuszeichnungChartplatzierungen (Jahr, Titel, Album, Platzierungen, Wochen, Auszeichnungen, Anmerkungen) | Höchstplatzierung, Gesamtwochen, AuszeichnungChartplatzierungen (Jahr, Titel, Album, Platzierungen, Wochen, Auszeichnungen, Anmerkungen) | Höchstplatzierung, Gesamtwochen, AuszeichnungChartplatzierungen (Jahr, Titel, Album, Platzierungen, Wochen, Auszeichnungen, Anmerkungen) | Höchstplatzierung, Gesamtwochen, AuszeichnungChartplatzierungen (Jahr, Titel, Album, Platzierungen, Wochen, Auszeichnungen, Anmerkungen) | Anmerkungen                |
| Jahr | Titel Album                  | DE | AT | CH | UK | US | Anmerkungen                |
| ---- | ---------------------------- | --- | --- | --- | --- | --- | -------------------------- |
| 1989 | Higher Ground Mother’s Milk  | — | — | — | UK54 (6 Wo.)UK | — | Erstveröffentlichung: 1989 |
| 1989 | Taste the Pain Mother’s Milk | — | — | — | UK29 (3 Wo.)UK | — | Erstveröffentlichung: 1989 |